# Orthotrichia adornata
Orthotrichia adornata är en nattsländeart som beskrevs av Wells 1979. Orthotrichia adornata ingår i släktet Orthotrichia och familjen smånattsländor. Inga underarter finns listade i Catalogue of Life.